# Michael Tilson Thomas
Michael Tilson Thomas (ur. 21 grudnia 1944 w Los Angeles) – amerykański dyrygent, pianista i kompozytor.
Jest dyrektorem San Francisco Symphony Orchestra, dyrektorem artystycznym i założycielem New World Symphony Orchestra oraz głównym dyrygentem gościnnym London Symphony Orchestra.
Pochodzi z rodziny o tradycjach teatralnych, jego rodzice Ted i Roberta Thomas pracowali m.in. na Broadwayu, a dziadkowie Boris i Bessie byli gwiazdami amerykańskich teatrów żydowskich na przełomie XIX i XX wieku.
Tilson Thomas studiował na Uniwersytecie Południowej Kalifornii fortepian u Johna Crowna, a kompozycję i dyrygenturę u Ingolfa Dahla.
W wieku 19 lat został Dyrektorem Muzycznym Young Musicians Foundation Debut Orchestra. W 1969 został asystentem dyrygenta, a w następnych latach gościnnym dyrygentem Boston Symphony Orchestra. W latach 1971–1979 był Dyrektorem Muzycznym Buffalo Philharmonic Orchestra, a w latach 1981–1985 dyrygentem gościnnym Los Angeles Philharmonic. Dyryguje gościnnie prowadząc wiele ważniejszych orkiestr w Europie i Stanach Zjednoczonych.
Odznaczony National Medal of Arts (2010) oraz krzyżem oficerskim francuskiego Orderu Sztuki i Literatury (2020). Laureat Kennedy Center Honors (2019).